# Giuseppe Dalla Santa
Giuseppe Dalla Santa (* 18. September 1950 in Venedig; † 29. April 2011 ebenda) war ein italienischer Comiczeichner.

## Biographie
1976 begann Dalla Santas Zeichnerkarriere im Magazin Lancio Story mit noch mehr oder weniger erwachsenen Zeichnungen. 1985 arbeitete er mit Caterina Mognato, mit der er auch später bei Disney-Comics öfters zusammenarbeiten sollte, an einem Westerncomic.
In den späten 1980ern distanzierte er sich von seinem erwachsenen Stil und wechselte mehr zu einem cartoonhaften Stil. 1989 wechselte er zum Mondadori-Verlag, um dort Donald-Duck- und Micky-Maus-Geschichten zu zeichnen. Gleich zum Anfang fiel er durch seinen markanten Stil auf, der Ähnlichkeiten mit dem Romano Scarpas hat.
Er zeichnete in den früheren Jahren seiner Karriere einige längere Geschichten, so z. B. Die sieben Weltwunder (in Deutschland erschienen in LTB 167) in Kooperation mit Maurizio Amendola (wobei Dalla Santa Teil 1, 3, 5 und 7 und Amendola Teil 2, 4 und 6 zeichnete) und die Drachenland-Trilogie (Drachengold, Der Ritter ohne Furcht und Adel und Der Geist aus der Kanne, in Deutschland erschienen in LTB 197, 203 und 226).
Zur Jahrtausendwende verlor der Verlag das Interesse an überlangen Geschichten und Dalla Santa zeichnete von da an überwiegend „normal“ lange Geschichten (ca. 30 Seiten, nicht selten aber auch darüber). Nach wie vor verwendete er gleichmäßig Charaktere aus dem Maus- und Duck-Universum.
Dalla Santa verstarb überraschend am 29. April 2011 im Alter von 60 Jahren.